# 沿黄铁路
沿黄铁路又名湖大铁路，为中华人民共和国河南省三门峡市运营中的一条市郊铁路，该铁路是因为1956年兴建黄河三门峡大坝而修建的，全长15公里，该铁路曾经在2004年之前办理过通勤客运，现在仅部分区间开行旅游客车。

## 历史
1957年“湖大”线铁路拥有14台蒸汽机车，同年，试开第一列通勤客车，运行里程13.8公里，以接送人员上下班。
1958年5月22日，由日本制造的货车改装的简易客车投入运营。
1989年9月1日，6节硬席客车投入运营，使该线人员通勤条件得到改善。
2004年4月1日大部分线路停运，仅剩3公里线路（湖滨-王官油库）继续运营，主要负责运送石油。
2009年，《关于开通市区至大坝旅游观光列车的分析报告》出炉，分析显示该铁路具备以旅游名义恢复客运可能性。

2019年，该铁路正式以旅游名义恢复。
2020年，该铁路部分以旅游名义恢复通车。
2024年，湖滨至王官段停运，不再负责石油运输。